# Генкай-Нада
Генкай-Нада (яп. 玄界灘 гэнкай-нада) — море или залив в Японии, часть Корейского пролива между островами Ики и Кюсю.
На востоке сообщается с плёсом Хибики-Нада, на западе — с Корейским проливом и, через пролив Ики, с Восточно-Китайским морем. От Хибики-Нада отделён линией, соединяющей мыс Каненосаки с островом Дзиносима.
Глубины доходят приблизительно до 100 метров, но в большей части не превышают 50-60 м.
В южный берег Генкай-Нада вдаются бухта Карацу и залив Хакута-ван. В море впадает река первого класса Мацуура, а также реки Мороми, Татара, Суэ и Нака.